# إد بوكانان
إد بوكانان (بالإنجليزية: Ed Buchanan)‏ هو لاعب كرة القدم الكندية أمريكي، ولد في 16 يوليو 1934 في سان دييغو في الولايات المتحدة، وتوفي بنفس المكان في 31 أغسطس 1991 بسبب تصلب جانبي ضموري.